# Ассимиляты
Ассимиляты — стабильные органические соединения, которые являются конечными продуктами в процессе фотосинтетической фиксации и восстановления углекислот в растениях. 
Ассимиляты обладают способностью концентрироваться в фотосинтезирующих тканях растений. Самыми распространёнными в растительном мире ассимилятами являются: 
1. углеводы (глюкоза, сахароза, фруктоза)
2. некоторые шестиатомные спирты (сорбит)
3. органические кислоты
4. аминокислоты

В ходе биосинтеза часть ассимилятов расходуется органами, принимающими в нём непосредственное участие, но большей частью они оставляются «про запас», либо потребляются растущими клетками.

## Ассимиляты в «ЭСБЕ»
В конце XIX - начале XX века на страницах Энциклопедического словаря Брокгауза и Ефрона ассимиляты были описаны следующим образом: 
«Ассимиляты - продукты ассимиляции (см.). У большинства растений первым видимым продуктом ассимиляции является крахмал. У некоторых растений крахмала в хлорофилловых зернах образуется очень мало (касатики, горечавка желтая), у других - крахмал не образуется вовсе (различные виды лука, пролеска, scilla, птицемлечник, Ornithogalum comosum и некоторые другие однодольные растения). Здесь первым продуктом ассимиляции, который удается обнаружить, является какой-нибудь из сахаров; чаще всего обнаруживаются декстроза и левулеза, реже сахароза, маннит (у Оlеасеае), синистрин (у Yucca filamentosa). Прежние указания на жирные масла как на продукт ассимиляции в последнее время подверглись сомнению. Продукты ассимиляции у низших растительных организмов с химической точки зрения мало изучены. У эвглены и некоторых других низших организмов такой ближе неизвестный А. получил название парамила; у синезелёных водорослей продуктом ассимиляции считаются зерна так называемого цианофицина; у бурых водорослей - фукозан. По общераспространённому мнению все эти А. не являются первичными, а представляют из себя лишь продукт дальнейшей переработки первичных А. Благодаря такой переработке ближе не известные первичные А. не накопляются в чрезмерных количествах, которые могли бы задержать дальнейший процесс ассимиляции, а выводятся по мере накопления из сферы действия ассимиляционного механизма.»